# 須恵村
須恵村（すえむら）は、かつて熊本県の南東部、球磨郡にあった村。日本最初の「人類学者による農村調査」が行なわれた村としても知られる。
2003年4月1日、同郡内の上村、免田町、岡原村、深田村と新設合併し、あさぎり町となった。現在はあさぎり町須恵地区となっている。
小ねぎ生産が活発であった。

## 地理
熊本県の南東部、球磨郡の中央に位置した。北部は面積の7割を占める山地と一部が畑地帯となっている。南部は水田地帯となっている。
- 河川：球磨川、阿蘇川

## 歴史
- 1889年（明治22年）4月1日 - 町村制施行により須恵村が発足。
- 1935年 - 1936年 - アメリカ合衆国の文化人類学者ジョン・エンブリー (1908年 - 1950年, John Embree) によって部落社会の構造が実地調査され、「Suye Mura: A Japanese Village」(Chicago，1939)によってまとめられる。日本文化理解の教科書、「菊と刀 (1944)」の参考文献として挙げられる。エンブリーの妻エラ（日本育ちで、のちに再婚してウィズウェル姓[2]）により『須恵村の女たち』も執筆された[3]。須恵村が選ばれたのは柳田国男の助言による[2]。
- 1971年 - 『変貌する須恵村 社会文化変化の基礎的研究』（牛島盛光、ミネルヴァ書房）刊行。
- 1988年 - 上述のエンブリー調査のその後を追跡調査した『写真民族誌 須恵村 1935-1985』 (牛島盛光、日本経済評論社)刊行。
- 2003年（平成15年）4月1日 - 上村、免田町、岡原村、深田村と合併し、あさぎり町となり消滅。

## 行政

### 平成の大合併
平成の大合併で深田村、免田町、岡原村、上村との合併計画は、当時所有林などの問題と高度経済成長も助けていたという理由もあったため、地方交付税と過疎対策事業の恩恵のためにそれぞれの村々は合併を急がなくてもやっていけたため計画はいったんは流れたが、2003年（平成15年）4月1日、上にあげた5町村が対等合併し、あさぎり町となることになった。

## 教育
- 須恵村立須恵中学校
- 須恵村立須恵小学校

## 産業
かつては石炭産業が盛んであった。1939年（昭和14年）4月28日には、亀山炭鉱でガス爆発があり、作業員10人が死亡する事故も発生している。

## 交通

### 道路
- 熊本県道33号人吉水上線

## 出身有名人
- 橋口侑佳（アナウンサー）